# Eadya
Eadya är ett släkte av steklar. Eadya ingår i familjen bracksteklar.
Kladogram enligt Catalogue of Life:
| Eadya | \| \| Eadya falcata \| \| \| \| \| \| Eadya paropsidis \| \| \| \| |
|       | \| \| Eadya falcata \| \| \| \| \| \| Eadya paropsidis \| \| \| \| |
|       | Eadya falcata                                                      |
|       |                                                                    |
|       | Eadya paropsidis                                                   |
|       |                                                                    |